# Kawasaki 1100 GPZ
La 1100 GPZ est une série de modèles de motocyclette du constructeur japonais Kawasaki.

## Historique

### GPZ 1100 B1
La Kawasaki GPZ 1100 B1, premier modèle de la série, apparaît en 1981 équipée d'un refroidissement air/huile.
Bien que motocyclette de haut de gamme pour l'époque, elle fait appel à des solutions classiques, dérivées de la Kawasaki Z 1000 comme la suspension, le moteur à deux soupapes par cylindre, l'alimentation par injection. La puissance délivrée est de 108 ch.

### GPZ 1100 B2
Le modèle 1982 GPZ 1100 B2 se reconnaît à son petit carénage de tête de fourche et à ses jantes peintes de la couleur de la moto, rouge ou or, tout comme les ressorts des amortisseurs arrière. La puissance passe alors à 109 ch grâce à la modification du système d'injection et de la distribution.

### GPZ 1100 A1
Le modèle 1983 GPZ 1100 ZX type A1 utilise une suspension arrière progressive grâce au système Unitrak et propose un système de tension de chaîne par excentrique. La fourche reçoit un système anti-plongée. Le moteur subit quelques modifications, comme la nouvelle centrale à transistor ou un nouvel embrayage. La puissance monte à 120 ch. Le carénage tête de fourche, plus enveloppant, est fixé au cadre. Les jantes passe en 18" à l'avant et 17" à l’arrière.

### GPZ 1100 A2
Le modèle 1984 de la GPZ ZX 1100 type A2 subit quelques modifications cosmétiques. Les modèles de GPZ 1100 suivants seront tous équipés d'un système de refroidissement liquide.